# Psie Pole (województwo wielkopolskie)
Psie Pole – osada w Polsce położona w województwie wielkopolskim, w powiecie krotoszyńskim, w gminie Koźmin Wielkopolski. Miejscowość wchodzi w skład sołectwa Kaniew.
W okresie Wielkiego Księstwa Poznańskiego (1815-1848) miejscowość wzmiankowana jako folwark Psiepole należała do wsi mniejszych w ówczesnym pruskim powiecie Krotoszyn w rejencji poznańskiej. Folwark Psiepole należał do okręgu koźmińskiego tego powiatu i stanowił część majątku Staniewo, którego właścicielem był wówczas Diehl. Według spisu urzędowego z 1837 roku wieś liczyła 78 mieszkańców, którzy zamieszkiwali 4 dymy (domostwa).
W latach 1975–1998 miejscowość administracyjnie należała do województwa kaliskiego.